# Associazione Calcio Lanciano 1987-1988
Questa pagina raccoglie le informazioni riguardanti l'Associazione Calcio Lanciano nelle competizioni ufficiali della stagione 1987-1988.

## Rosa
| N. |                   | Ruolo | Calciatore           |
| -- | ----------------- | ----- | -------------------- |
|    | Italia (bandiera) | A     | Alfonso Alessandroni |
|    | Italia (bandiera) | D     | Marco Ciannavei      |
|    | Italia (bandiera) | P     | Domenico Delli Pizzi |
|    | Italia (bandiera) | C     | Donato Di Camillo    |
|    | Italia (bandiera) | C     | Piero D'Orazio       |
|    | Italia (bandiera) | C     | Luciano Filippi      |
|    | Italia (bandiera) |       | Liberato             |
|    | Italia (bandiera) | C     | Guglielmo Macrini    |
|    | Italia (bandiera) | C     | Mauro Marmaglio      |
|    | Italia (bandiera) | D     | Stefano Marra        |
|    | Italia (bandiera) | C     | Emilio Mazzucco      |

| N. |                   | Ruolo | Calciatore            |
| -- | ----------------- | ----- | --------------------- |
|    | Italia (bandiera) | C     | Pasquale Minuti       |
|    | Italia (bandiera) | D     | Massimiliano Morgione |
|    | Italia (bandiera) | C     | Stefano Nobili        |
|    | Italia (bandiera) | P     | Franco Orlando        |
|    | Italia (bandiera) | A     | Stefano Papa          |
|    | Italia (bandiera) |       | Ranni                 |
|    | Italia (bandiera) | D     | Paolo Ranocchi        |
|    | Italia (bandiera) | A     | Nicolino Rosati       |
|    | Italia (bandiera) | C     | Gian Luca Rosato      |
|    | Italia (bandiera) | C     | Maurizio Sandri       |
|    | Italia (bandiera) | C     | Leandro Vessella      |

## Risultati

### Campionato

#### Girone di andata
| 20 settembre 1987 1ª giornata | Lanciano | 3 – 0 | Gubbio |  |

| 27 settembre 1987 2ª giornata | Martina | 1 – 1 | Lanciano |  |

| 4 ottobre 1987 3ª giornata | Lanciano | 1 – 0 | Ternana |  |

| 11 ottobre 1987 4ª giornata | Bisceglie | 1 – 0 | Lanciano |  |

| 18 ottobre 1987 5ª giornata | Lanciano | 3 – 2 | Jesi |  |

| 25 ottobre 1987 6ª giornata | Casarano | 3 – 2 | Lanciano |  |

| 1º novembre 1987 7ª giornata | Lanciano | 2 – 2 | Pro Italia Galatina |  |

| 8 novembre 1987 8ª giornata | Angizia Luco | 0 – 0 | Lanciano |  |

| 15 novembre 1987 9ª giornata | Lanciano | 0 – 2 | Perugia |  |

| 22 novembre 1987 10ª giornata | Forlì | 1 – 5 | Lanciano |  |

| 29 novembre 1987 11ª giornata | Lanciano | 2 – 1 | Chieti |  |

| 6 dicembre 1987 12ª giornata | Ravenna | 2 – 0 | Lanciano |  |

| 13 dicembre 1987 13ª giornata | Giulianova | 0 – 0 | Lanciano |  |

| 20 dicembre 1987 14ª giornata | Lanciano | 1 – 0 | Civitanovese |  |

| 3 gennaio 1988 15ª giornata | Celano | 1 – 0 | Lanciano |  |

| 10 gennaio 1988 16ª giornata | Lanciano | 0 – 0 | Fidelis Andria |  |

| 17 gennaio 1987 17ª giornata | Riccione | 1 – 3 | Lanciano |  |

#### Girone di ritorno
| 24 gennaio 1988 18ª giornata | Gubbio | 2 – 1 | Lanciano |  |

| 31 gennaio 1988 19ª giornata | Lanciano | 3 – 1 | Martina |  |

| 7 febbraio 1988 20ª giornata | Ternana | 3 – 2 | Lanciano |  |

| 21 febbraio 1988 21ª giornata | Lanciano | 1 – 1 | Bisceglie |  |

| 28 febbraio 1988 22ª giornata | Jesi | 0 – 1 | Lanciano |  |

| 6 marzo 1988 23ª giornata | Lanciano | 1 – 1 | Casarano |  |

| 13 marzo 1988 24ª giornata | Pro Italia Galatina | 0 – 0 | Lanciano |  |

| 20 marzo 1988 25ª giornata | Lanciano | 5 – 0 | Luco |  |

| 2 aprile 1988 26ª giornata | Perugia | 0 – 0 | Lanciano |  |

| 16 aprile 1988 27ª giornata | Lanciano | 2 – 1 | Forlì |  |

| 17 aprile 1988 28ª giornata | Chieti | 3 – 0 | Lanciano |  |

| 24 aprile 1988 29ª giornata | Lanciano | 1 – 1 | Ravenna |  |

| 8 maggio 1988 30ª giornata | Lanciano | 3 – 1 | Giulianova |  |

| 15 maggio 1988 31ª giornata | Civitanovese | 0 – 0 | Lanciano |  |

| 22 maggio 1988 32ª giornata | Lanciano | 3 – 0 | Celano |  |

| 29 maggio 1988 33ª giornata | Fidelis Andria | 2 – 0 | Lanciano |  |

| 5 giugno 1988 34ª giornata | Lanciano | 1 – 1 | Riccione |  |